# 銭

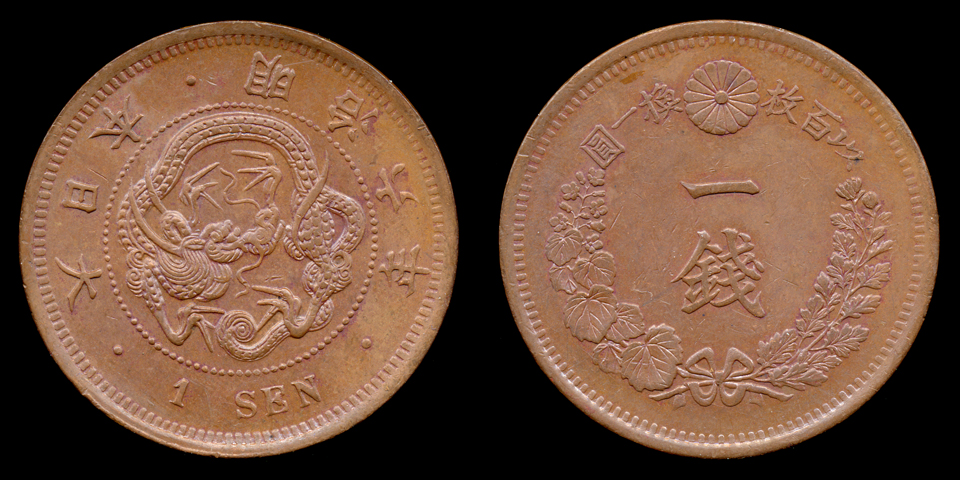
日本の1873年の1銭硬貨「竜1銭銅貨」。

銭（せん、中国語: 錢/钱 拼音: qián チエン、韓国語: 전 チョン）は、東アジアのいくつかの国の通貨である。
「銭」（旧字体「錢」）は元は農具の「鋤」を意味する漢字だったが、鍬形の貨幣があったことから貨幣の意味に転じた。通貨としては複数の意味があるが、主に
- 1⁄100円。
- 質量1銭（=匁）の銀の価値。1⁄10両にも等しい。

の2つの系統の意味がある。

## 日本

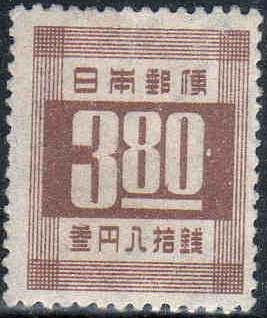
1948年発行の3円80銭切手。銭単位の部分は小書きで下線表記。

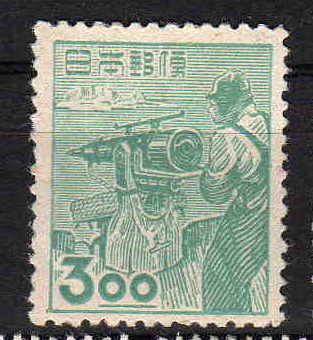
1949年発行の3円切手。銭単位の端数がない場合「00」と表記されることもあった。

古代から江戸時代までは、銭貨1枚の価値を表した。つまり、文あるいは0.001貫に等しい。銀に換算すると1700年のレートでは銀0.015匁にあたり、銀1銭（1匁）の価値である中国の銭とは2桁異なる。
1871年（明治3 - 4年）に新貨条例により円・銭・厘が新通貨として導入され、「銭」には新たな意味を与えられた。この銭は、0.01円・10厘に等しく、1円=100銭=1000厘である。1両=1円の切り替えレート（および1両=4000文のレート）から換算すると、銭(新)=40銭(旧)となる。
銭が通貨単位として使用されていた当時は、「3円80銭」や小数表記の「3.80円」といった表記のほか、「380」または「380」のように銭単位の部分をやや小書きにして下線を付す表記も行われていた。第二次世界大戦末期から終戦直後の急激なインフレーションの進行により、1円未満の通貨単位が市中での現金の支払単位としては意味をなさないものとなったため、1953年（昭和28年）に小額通貨の整理及び支払金の端数計算に関する法律により銭・厘単位の硬貨や紙幣が全て通用停止となり、現金単位としては役割を終えた。ただし銭・厘単位の郵便切手には現在でも法律上有効なものがある（日本の普通切手#日本の切手の有効性参照）。
20世紀後半以降は「銭」の使用は金融分野にほとんど限定され、株価指数・為替レートなどの、1円未満の端数表示に使われる。感覚としてはアメリカドルの下位「セント」、ユーロの下位「ユーロセント」、イギリスポンドの下位「ペニー」、フランスフランの下位「サンチーム」、ドイツマルクの下位「ペニヒ」、ベトナムドンの下位「ハオ」・「シュウ」などに相当する（この内セント・ユーロセント・ペニーは現在も現金通貨として通用している。フランスフラン/サンチーム、ドイツマルク/ペニヒはユーロ移行により廃止、ベトナムドンは現金通貨として通用しているが、ハオ・シュウは現在の日本の銭同様価値が小さすぎて現金通貨としては通用していない）。なお、現在は銭の下位単位である「厘」は株価・為替レートでの表示の場合であっても表示させることは完全に無くなっている。
そのほか、小売店などでは商品に消費税が加算されることによって生じる1円未満の端数を表示させる場合に銭単位まで表記されることがあるが、殆どの場合は「158.79円」などといった形で表記しており、明確に「158円79銭」などと表記することはまず無い。前述の通り1円未満の通貨は通用停止となっているため、仮に銭単位の表記がなされていても、実際の支払は小数以下の金額は四捨五入または切り捨てで端数処理した金額を支払うことになる。
通貨単位以外の用法としては「無銭」や「一銭もない」が完全な0円の状態を指す慣用句として用いられる。

## 韓国・北朝鮮
韓国語では「錢」をチョン（韓国語: 전）と読む。英字表記はjeonである。ウォンと同様、現在は公式な漢字表記はない。
南北双方でチョン=1⁄100ウォンである。ただし現在の韓国では、チョンは日本の銭と同様、計算上のみの存在となっており、使用は金融分野に限られている。北朝鮮では現在もチョン硬貨が鋳造されているが、ほとんど使われていないようである。
1892年、1⁄10ヤン（両、韓国語: 양）にあたる補助通貨として導入された。5ヤン=ファン（圜、韓国語: 환）だったので、チョン=1⁄50ファンに等しい。
1900年、大韓帝国ウォンの導入に伴い、チョン=1⁄100ウォンと改められた。切り替えレートはウォン=5ヤン（=ファン）なので、チョン(新)=2チョン(旧)となる。
日本統治時代には日本円が導入された（切り替えレートは導入時・廃止時とも1:1）が、レートは変わらず銭=1⁄100円だった。1953年から1962年までの韓国では基本通貨がファンに戻ったが、補助通貨は変わらずチョン=1⁄100ファンだった。ただし、1953年のファン導入時に100倍、1962年の新ウォン導入時に10倍のデノミネーションがあったため、それに伴いチョンの価値も一定ではなくデノミネーションされている。

## 中国
1⁄10両に等しかった。「銀1銭」、つまり、質量1銭の銀の価値だった。
ちなみに今の1元の1⁄10は角、1⁄100は分である。

## ベトナム
ベトナム語では「錢」を tiền（ティエン）と読む。
阮朝 (1802–1945) 後期に、1⁄10両、あるいは銀1銭に等しい価値の通貨として使われた。
時期は不明だが、安南国では1錢=1⁄100両だったともされる。

## アメリカ合衆国
「銭」が小額貨幣の呼称で、かつアメリカ合衆国の貨幣単位の「cent」と音が似ていたことから、戦前のアメリカの日系移民の間では銭の単位を流用し、アメリカの「セント」を「米銭」と表記することがあった。